# Con đầm pích (Tchaikovsky)
Con đầm pích, Op. 68 (tiếng Nga: Пиковая дама, đọc là Pikovaya dama, tiếng Pháp: Pique Dame) là vở opera 3 màn gồm 7 cảnh của nhà soạn nhạc người Nga Pyotr Ilyich Tchaikovsky. Ông phối hợp với người em trai Modest Tchaikovsky dựa vào tác phẩm cùng tên nổi tiếng của đại văn hào Nga Alexander Pushkin để viết lời cho tác phẩm này. Vở opera được sáng tác vào năm 1890 và được trình diễn lần đầu tiên cùng năm đó tại Sankt Petersburg.

## Âm thanh
| Vở opera Con đầm pích của Tchaikovsky, cảnh thứ nhất |  |
|                                                      |  |
|                                                      |  |